# Pontechium maculatum
Pontechium maculatum là loài thực vật có hoa trong họ Mồ hôi. Loài này được (L.) Böhle & Hilger miêu tả khoa học đầu tiên.